# Ștefan (onorific)

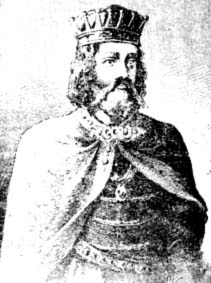
Ștefan Nemanja

Numele Ștefan (sârbo-croată: Stefan  / Стефан, Stjepan / Стјепан, Stipan / Стипан și altele), mult timp popular în rândul monarhilor slavi de sud, a fost folosit ca un titlu onorific sau ca titlu regal de diverși conducători ai Serbiei și pretendenți la tronul sârb, în special de regii casei Nemanjić din Serbia medievală și de regii casei Kotromanić din Bosnia.

## Onomastică
Numele Ștefan este derivat din grecescul Stephanos (Στέφανος, tr. Stéphanos), care înseamnă „coroană”.
Numele Ștefan, în onoarea strămoșilor lor Ștefan Nemanja și Ștefan I Prvovenčani, au fost purtate de toți conducătorii sârbi de după Ștefan I Prvovenčani care l-au adăugat înainte de numele lor de naștere, după ce au ocupat tronul. Acest titlu onorific a avut sute de variante în limba sârbo-croată, majoritatea fiind hipocoristice care acum se pot deduce doar din prenume. Slavii timpurii nu au folosit /f/, astfel încât grecescul Stephanos a fost adaptat în Stjepan (Стјепан) și Stipan (Стипан) în actuala Bosnia-Herțegovina și Croația, Šćepan (Шћепан) în Muntenegrul modern și Stevan (Стеван) și Stepan (Степан) în Serbia modernă. Biserica Ortodoxă Sârbă, cu toate acestea, a păstrat pronunția inițială (minus sufixul -os) în liturghia sa, conducând la forma lui Stefan (Стєфань) folosită pentru a face referire la regii sârbi (mai ales cei canonizați).
Slavistul elvețian Robert Zett a menționat că folosirea lui Stefan indica ierarhia socială, fiind mai degrabă un nume onorific decât un nume regal: în timp ce Uroš I (domnie: 1243–1276) a folosit titlul onorific Stefan, fiul său a fost botezat Stepan. Uroš al IV-lea Dušan (domnie: 1331–55) a semnat ca Ștefan, dar a folosit cu umilință numele Stepan într-o carte de rugăciuni. Unii regi sârbi au bătut monede cu Sfântul Ștefan numit Ștefan pe avers și ei și-au pus numele Stepan pe revers.

## Exemple
Serbia
- Ștefan I Prvovenčani
- Ștefan Uroș I al Serbiei
- Ștefan Vladislav, fiul mijlociu al regelui Ștefan Uroš I al Serbiei
- Ștefan Dragutin, fiul cel mare al regelui Ștefan Uroš I al Serbiei
- Ștefan Uroș al II-lea Milutin
- Ștefan Uroš al III-lea Nemanjić
- Ștefan Uroș al IV-lea Dușan al Serbiei
- Ștefan Uroș al V-lea al Serbiei

Bosnia
Ștefan sau Stevan, Stjepan
- Ștefan Vojislavljević
- Ștefan Kulinić (domnie: 1204–32)
- Ștefan I Kotromanić, ban al Bosniei (domnie: 1287–99)
- Ștefan al II-lea (domnie: 1322–53)
- Tvrtko I al Bosniei (1338–1391)
- Ștefan Ostoja al Bosniei
- Ștefan Ostojić al Bosniei
- Tvrtko al II-lea al Bosniei (1380-1443)
- Ștefan Tomaș al Bosniei